# Banque d'Estonie
La Banque d'Estonie (en estonien : Eesti Pank) est la banque centrale de l'Estonie, fondée le 24 février 1919. Elle émettait la couronne estonienne jusqu'en 2010. Elle fait partie du Système européen de banques centrales.

## Histoire
La banque a été créée le 24 février 1919 par le gouvernement provisoire d'Estonie après l'indépendance de l'Estonie. En 1921, l'Eesti Pank est devenue banque nationale et chargée d'imprimer le mark estonien.
La Banque d'Estonie a été restructurée dans le cadre du prêt de stabilisation coordonné par l'Organisation économique et financière de la Société des Nations. Une nouvelle version des statuts a été approuvée en 1927, faisant de l'Eesti Pank une banque centrale indépendante, émettrice de billets, aux fonctions limitées. Ses principales missions restaient la garantie de la valeur de la monnaie par la circulation monétaire et l'organisation et la régulation du volume du crédit à court terme. Grâce à la vente de titres d'État, la banque est devenue une véritable banque par actions.
Un emprunt étranger de 1,35 million de livres sterling (27,6 millions de couronnes) a complété les réserves de devises étrangères, dont l'Eesti Pank a reçu 1 million de livres sterling. Les réserves d'or et de devises étrangères du Trésor public ont également été transférées à la banque centrale. Le capital fixe de la banque fut porté de 2,5 millions à 5 millions de couronnes. Le montant des émissions par rapport aux réserves adossées à la couronne fut déterminé. Les prêts à long terme devenus illiquides furent transférés à la Banque de prêts à long terme, créée spécifiquement pour libérer l'Eesti Pank de ce fardeau.
Lors de l'invasion soviétique de 1940, la Banque d'Estonie fut fermée par les autorités d'occupation. Ses opérations furent reprises par la Banque d'État de l'Union soviétique, qui introduisit le rouble soviétique comme monnaie légale.

### Chute de l'Union sovietique
Après l'indépendance, la Banque d'Estonie a finalement repris l'ancienne succursale de la Stater Bank soviétique et a été reconnue comme successeur légal de la banque centrale de la République d'Estonie de l'entre-deux-guerres. En avril 1992, à la suite d'une visite de l'économiste Jeffrey Sachs à Tallinn au début du mois, la Banque d'Estonie a décidé de mettre en place un système de caisse d'émission afin d'assurer la stabilité monétaire et de parer aux risques d'ingérence politique. Cette décision radicale a permis à la Banque d'introduire rapidement la nouvelle monnaie du pays, la couronne, indexée à huit pour un deutsche mark, le 20 juin 1992.

### Adoption de l'euro
Avec l'introduction de l'euro le 1er janvier 2011, la Banque d'Estonie est devenue membre de l'Eurosystème.

## Liste des présidents
| Rang | Nom            | Mandat                                         |
| ---- | -------------- | ---------------------------------------------- |
| 1er  | Mihkel Pung    | (mars 1919 – août 1919)                        |
| 2e   | Eduard Aule    | (octobre 1921 – octobre 1925)                  |
| 3e   | Artur Uibopuu  | (octobre 1925 – novembre 1926)                 |
| 4e   | Jüri Jaakson   | (novembre 1926 – juillet 1940)                 |
| 5e   | Juhan Vaabel   | (Juillet 1940 – Octobre 1940)                  |
| 6e   | Martin Köstner | (1944–1949 ; en exil)                          |
| 7e   | Oskar Kerson   | (21 janvier 1968 – 31 décembre 1980 ; en exil) |
| 8e   | Rein Otsason   | (1er janvier 1990 – 23 septembre 1991)         |
| 9e   | Siim Kallas    | (23 septembre 1991 – 27 avril 1995)            |
| 10e  | Vahur Kraft    | (27 avril 1995 – 7 juin 2005)                  |
| 11e  | Andres Lipstok | (7 juin 2005 – 7 juin 2012)                    |
| 12e  | Ardo Hansson   | (7 juin 2012 – 7 juin 2019)                    |
| 13e  | Madis Müller   | (7 juin 2019 – Présent)                        |

### Référénces
1. ↑  (en) « Estonia Foreign Exchange Reserves, 2001 – 2024 | CEIC Data » [archive du 27 mars 2024], sur www.ceicdata.com (consulté le 15 juin 2025)
2. ↑  (en + et) « Eesti Pank - Bank of Estonia » [archive du 7 juillet 2004], sur www.bankofestonia.info (consulté le 15 juin 2025)
3. ↑  (en) « Major Banks », sur www.atozworldculture.com (consulté le 15 juin 2025)
4. ↑  (en + et) « Eesti Pank - Bank of Estonia » [archive du 9 juin 2007], sur www.bankofestonia.info (consulté le 15 juin 2025)
5. ↑  (en) « The Estonian Currency Board: Its Introduction and Role in the Early Success of Estonia's Transition to a Market Economy », sur IMF (consulté le 15 juin 2025)
6. ↑  (en) « The Operation of the Estonian Currency Board », sur eLibrary.imf, 1er janvier 1993 (consulté le 15 juin 2025)
7. ↑  (en) « Estonia ready for euro - EU report » [archive du 15 mai 2010], sur ec.europa.eu (consulté le 15 juin 2025)